# L'Esclave du péché

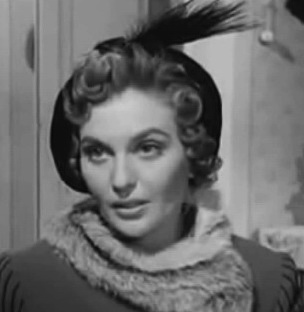
Liliana Gerace dans LEsclave du péché.

L'Esclave du péché (titre original : Schiava del peccato) est un film italien réalisé par Raffaello Matarazzo, sorti en 1954.

## Synopsis
Des décombres d'une terrible catastrophe ferroviaire émergent seulement deux survivantes : une petite polonaise qui a perdu ses parents dans l'accident, et la prostituée qui l'a sauvée, Mara Gualtieri. Désormais seule au monde, la fillette va s'attacher à Mara, qui pour sa part voudrait bien l'adopter, d'autant qu'elle lui rappelle sa propre fille morte en bas âge. Hélas ! Son activité le lui interdit. Les autorités placent donc la fillette dans un orphelinat. Résolue à la reprendre, Mara décide de s'amender et de tourner le dos à cette vie de débauche. Elle quitte ses « quartiers » et parvient à trouver un humble mais honnête travail dans une manufacture de briques. C'est là qu'elle retrouve par hasard, Giulio, père de l'enfant qu'elle a perdu jadis…

## Fiche technique
- Titre original : Schiava del peccato
- Titre français : L'Esclave du péché
- Réalisation : Raffaello Matarazzo, assisté de Silvio Amadio
- Scénario : Oreste Biancoli, Aldo De Benedetti
- Date de sortie: 8 mai 1954  Italie
- Durée : 100 minutes

## Distribution
- Silvana Pampanini : Mara Gualtieri
- Marcello Mastroianni : Giulio
- Camillo Pilotto : Inspecteur
- Franco Fabrizi : Carlo
- Laura Gore
- Miranda Campa
- Giorgio Capecchi
- Olinto Cristina
- Adriana Danieli
- Mirella Di Lauri
- Franca Dominici
- Checco Durante
- Maria Grazia Francia
- Irène Galter
- Irene Genna
- Liliana Gerace
- Loris Gizzi
- Lia Lena
- Maria Materzanini : Maria Grazia Sandri
- Maria Grazia Monaci
- Paul Muller : Voyageur
- Turi Pandolfini
- Dina Perbellini
- Aldo Pini
- Isarco Ravaioli
- Renato Vicario
- Andreina Zani